# Conjunto Primavera
Conjunto Primavera es una agrupación de música regional mexicana especializada en el género norteño-sax y originaria de Ojinaga, Chih. En las décadas de 1990 y 2000 fue el grupo más popular e influyente del género.

## Historia
El nombre de Conjunto Primavera se le atribuye a Juan Domínguez, saxofonista de la agrupación, y Gustavo Galindo; y fue formado en el primer día de la primavera de 1978 por Nacho Galindo. Fueron un grupo con fama local, hasta que a inicios de 1980, firmaron con la discográfica independiente Joey Records, en San Antonio, TX, Estados Unidos. Fue ahí en donde Conjunto Primavera grabaría su primer álbum, el cual contenía algunos covers como Borracho y loco, La Sirenita y ¿Pa' qué son pasiones?, sin embargo, destacaron algunos temas de la autoría de Nacho Galindo como Sufro por ti, No supo comprenderme y Cariño fingido.   
A mediados de los años 1980, Conjunto Primavera empezaría a grabar baladas románticas con saxofón y teclado electrónico; un estilo con el cual el grupo sería conocido en los siguientes años. Otro cambio importante tuvo lugar en 1988 cuando el cantante principal Nacho Galindo anunció que dejaría el grupo para convertirse en artista cristiano, lo cual ocurre el 19 de marzo de 1989. A los pocos días, el 25 de marzo Tony Meléndez ingresa a la agrupación como vocalista principal, a la edad de 18 años. Conjunto Primavera firmó un nuevo contrato con AFG Sigma Records en 1993 y grabó su primer éxito importante Me nortié; bajo la mano del compositor y productor regiomontano Mario Alberto Sánchez, renovando el estilo de la balada norteña con Te he dejado de querer, Qué me importa y Quiero estar loco; poco tiempo después, AFG fue comprada por la empresa mexicana Fonovisa.
Desde su primera grabación con Fonovisa en 1996, Conjunto Primavera ha lanzado varios álbumes exitosos, entre otros logros se destaca el impresionante récord obtenido con su álbum Necesito decirte, lanzado en 1998, del cual recibió Disco de Platino certificado por la RIAA (Record Industry Association of America) por más de un millón de copias vendidas en Estados Unidos y más de 400 mil en México, siendo el único grupo norteño en lograrlo. 
En el año 2000, su siguiente producción de estudio fue Morir de amor la cual colocó un millón 250 mil copias. Asimismo, fue premiado con Disco de Oro/RIAA por más de 500 mil unidades vendidas, de su álbum Ansia de amar (2001), tal como ha sucedido con producciones como Perdóname mi amor (2002), entre otras; en total han vendido alrededor de 10 millones de copias. 
Conjunto Primavera es la única  agrupación mexicana que tiene el récord, en las listas de popularidad de la revista Billboard, de 53 semanas consecutivas apareciendo en las primeras 5 posiciones, 37 de ellos en el primer lugar. Es el único artista mexicano en colocar 16 canciones diferentes en el primer lugar del regional mexicano, así mismo en el mismo apartado cuentan con cinco álbumes número uno en esa revista y han sido nominados para muchos Premios Grammy Latinos. 
En 2008, el grupo recibió el premio Billboard a la Trayectoria en la Música Latina. En 2014, en la 15.º Entrega de los Premios Grammy Latino ganaron el Grammy latino al Mejor Álbum Norteño por su álbum Amor Amor.
En 2023, su álbum recopilatorio Para enamorarte con alcanzó la cifra de mil millones de reproducciones en la plataforma de Spotify.

## Miembros
- Juan Domínguez - Saxofón y director musical (1978-presente); el único miembro original de la agrupación desde 1978; es cuñado de Nacho Galindo.
- Félix Antonio Contreras - Acordeón, teclados, arreglos musicales y segunda voz (1987-presente)
- Juan Antonio "Tony" Meléndez Ortega - Primera  voz (1989-presente)
- Adrián Anthony "Adry" Regalado - Batería (2006-presente)
- Saúl González Almanza - Bajo quinto y segunda voz (2024-presente)
- Miguel Jiménez - Percusiones (2024-presente)
- Manuel Sandoval Jr. - Bajo Eléctrico (2024-presente)

### Miembros anteriores
- Gustavo Galindo Soltero - Bajo eléctrico (1978-1983); hermano de Nacho Galindo; decidió abandonar la agrupación tras cambiar su religión al cristianismo protestante.
- Ramiro Rodríguez - Acordeón, teclados (1978-1986)
- Ignacio "Nacho" Galindo Soltero - Primera voz (1978-1989), bajo eléctrico (1983-1989); dejó el grupo en 1989 para convertirse en un artista cristiano.
- Telesforo "Foro" Sáenz Luján - Bajo sexto (1978-1994); fallecido
- Jesús "Chuy Mostrenco" Hipólito - Bajo quinto (1994-1995); fallecido
- Adán Huerta - Batería (1978-2000); primo de Nacho Galindo
- Daniel Martínez - Batería (2001-2006); dejó el grupo poco después de un accidente de autobús en Iraan, Texas, en 2007. Desde entonces ha sido baterista de varias bandas tejanas como Los Texmaniacs y Los Palominos.
- Óscar Ochoa - Bajo eléctrico (1989-2007); dejó el grupo por motivos de salud y desde entonces formó su propia banda, Conjunto Invernal.
- Manuel Rolando Pérez - Bajo quinto y segunda voz (1995-2023)
- Sérgio "Sheko" Hipólito - Bajo quinto (2023)
- Francisco "Frank" Mata - Bajo eléctrico y tercera voz (2007-2024)

Línea de tiempo

## Discografía
Álbumes de estudio, álbumes en vivo y sencillos
- Borracho y loco (1980) (primer álbum en Joey Records, y debut)
- Chihuahua, México (1981)
- De Ojinaga, Chihuahua (1982)
- Almas perdidas (1983)
- Cuatro Primaveras (1984)
- El viborón (1985)
- Cumbias y rancheras (1985)
- La otra (1986)
- La cuerda (1987)
- Demasiado tarde (1988)
- Ando sin frenos (1989) (último álbum con Nacho Galindo)
- Me voy, me voy (1990) (primer álbum con Tony Meléndez)
- Con las manos vacías (1991)
- Vas a conseguir (1991)
- Lo mejor, lo último (1991)
- Tú (1992)
- Y otra vez (1992) (último álbum en Joey Records)
- Me Nortié (1993) (primer álbum en AFG Sigma Records)
- Amigo Mesero (1994)
- Tragedias del pueblo (también lanzado bajo el título "Censurado") (1995) (último álbum en AFG Sigma Records)
- Me nació del alma (1996) (primer álbum en Fonovisa), US Latin # 35
- Sangre de valiente (1997)
- De Nuevo A Tu Lado (1997)
- Necesito Decirte (1998), US Latin # 13
- En vivo para ti (1999), US Latin # 34
- Morir de amor (2000), US # 153, US Latin # 1
- Ansia de amar (2001), US # 139, US Latino # 1
- En vivo para ti, vol. 2 (2002), US Latin # 28
- Perdóname mi amor (2002), US # 117, US Latin # 2
- Decide tú (2003), US # 124, US Latin # 3
- Miles de voces en vivo (2004), US Latin # 10
- Hoy como ayer (2005), US # 58, US Latin # 2
- Algo de mi (2006), US # 82, US Latin # 2
- De gira con... Conjunto Primavera (2006), US Latin # 69
- De gira con... Conjunto Primavera 2 (2006)
- El amor que nunca fue (2007), US # 89, US Latin # 4
- Que ganas de volver (2008)
- Mentir por amor (2009), US # 103, US Latin # 2
- 30 aniversario en vivo (2009), US Latin # 18
- Empaca tus cosas (2010), US Latin # 7
- En vivo (2010)
- Al mismo nivel (2012)
- Amor amor (2014) (ganador del Grammy Latino al Mejor Álbum Norteño)
- Un desengaño (sencillo, dúo con Ricky Muñoz de Intocable) (2015)
- + Historia ( 2015)
- Déjame llorar (sencillo, dúo con Ricardo Montaner) (2016)
- Perdóname (sencillo, 2017)
- Con toda la fuerza (2017)
- Cariño a medias (sencillo, 2019)
- Al final de la calle (sencillo, 2019)
- El amor de tu vida (sencillo, dúo con Carín León, 2020)
- Si tú te acuerdas de mí (sencillo, 2020)
- ¿Hasta cuándo? (sencillo, dúo con Los Invasores de Nuevo León, 2021)
- Seis pies abajo (sencillo, dúo con Los Alegres de la Sierra, 2021)
- Con ese corazón (sencillo, dúo con La Maquinaria Norteña, 2021)
- Mi Mayor Sacrificio (sencillo, 2023)
- Últimamente   (sencillo, 2025)

Compilaciones
- El recado (2000), US Latin # 7
- Recado de amor (2001), US Latin # 32
- Éxitos originales (2001), US Latin # 72
- Nuestra historia (2003), US # 159, US Latin # 4
- Dejando huella (2004), US # 107, US Latin # 1
- Dos románticos de corazón (2004), US Latin # 16
- 2 en 1 (2005), US Latin # 34
- 20 Llegadores (2005), US Latin # 16
- Dejando huella II (2005), US # 158, US Latin # 5
- Linea de oro (2006), US Latin # 51
- Para ti ... nuestra historia (2006), US # 174, US Latin # 6
- Chihuahua a Durango (2007) US Latin # 45
- Dejando Huella... el final (2007), US Latin # 20
- La Mejor. . . colección: 30 super éxitos (2007),  US Latin # 68
- 20 super temas: la historia de los exitos (2009), US Latin # 15
- Serie diamante: 30 super éxitos (2009), US Latin # 43
- 20 kilates románticos (2015)